# Ren (konfucijanstvo)
Ren (仁, pinyin: rén), je ena izmed petih glavnih vrlin v konfucijanskem kanonu. V slovenščino jo prevajamo kot medsebojno ljubezen, (so)človečnost, humanizem, v angleščini pa imamo poleg že navedenih tudi dobrohotnost (benevolence), sočutje (compassion), avtoritativnost (authoritative [personhood]), velikodušnost (magnanimity). V Razpravah (tradicionalne pismenke: 論語, poenostavljene pismenke: 论语, pinyin: lúnyǔ), ki so glavni vir Konfucijeve misli, se pojavlja kar v 58 navedkih od 499.

## Etimologija
Pismenka 仁 je sestavljena iz dveh delov, 人 (pinyin: rén) – človek in 二 (pinyin: èr) – dve, kar namiguje na pomen medčloveških vezi oziroma odnosov. Druga razlaga, ki se opira na zapise na kosteh za vedeževanje, pravi, da gre pri 二 v 仁 za staro obliko pismenke 上 (pinyin: shàng), ki pomeni »zgoraj«. V tem primeru bi pismenka nakazovala na povzdignjenost v smislu moralne avtoritete, ki je je posameznik z renom deležen v družbi. Najstarejši kitajski slovar Shuowen (tradicionalne pismenke: 說文解字, poenostavljene pismenke: 说文解字, pinyin: Shuōwén Jiězì) ren definira s qin (tradicionalne pismenke: 親, poenostavljene pismenke: 亲, pinyin: qīn), bližino v odnosih in naklonjenostjo. To definicijo zlahka povežemo z razlago v Razpravah 1:2, kjer Konfucij kot izvor rena navaja xiaodi (孝弟, pinyin: xiàodì), sinovsko in bratsko zvestobo.

## Značilnosti oseb zrenom
Kljub prevodom z eno besedo ali besedno zvezo, pa koncepta ren ni mogoče zamejiti na uspešnost v le eni sferi. Za ljudi, ki ga utelešajo, je značilno kar nekaj različnih vrlin: tolerantnost, ubogljivost, držanje svoje besede (xìn 信), vztrajnost in velikodušnost, mirnost (v smislu odsotnosti skrbi), discipliniranost, tehtno izbrane besede, ter odločnost in iskrenost. Poleg tega imajo taki ljudje pozitiven vpliv na okolico, Konfucij pravi, da se modri ljudje vedno poskušajo naseliti med ljudi z renom. Pomen tega koncepta kot nekakšnega najpomembnejšega merila ljudi v moralnem smislu je razviden iz trditve, da je mogoče v ljudeh razbrati stopnjo rena na podlagi tega, kolikokrat zaidejo s prave poti. Nekako največjo težo pa ima trditev, da nekdo, ki je zavezan renu, ne more storiti nič slabega. Posledično ima le nekdo, ki je ren, avtoriteto, da razloči dobre ljudi od slabih.

## Kako dosečiren
Da dosežemo ren, je potrebno obširno učenje, a hkrati osredotočenost na cilje, prizadevno spraševanje, a hkrati refleksija vprašanja pred nami. Konfucij pravi, da še ni našel nikogar, ki bi bil resnično predan renu, a obenem trdi, da tudi ni našel nikogar, ki ne bi bil sposoben vsaj za en dan vložiti vsega v vedenje v skladu z njim. Težava v Konfucijevem idealu torej ni v naši nezmožnosti dosega, ampak v pomanjkanju motivacije in prizadevnosti na poti proti temu cilju. Popolna realizacija rena v posamezniku je kljub temu zelo zahtevno opravilo, včasih celo življenjsko nevarno.

## Povezava in razmerje medrenominlijem
V Razpravah je ravnanje v skladu s konceptom  li (poenostavljena pismenka: 礼, tradicionalna pismenka: 禮) (obrednost, pravilno vedenje, norme obnašanja,..) opisano kot pot do dosega rena. Biti ren pomeni ne gledati, poslušati, izreči ali storiti česarkoli, česar ne narekuje li. Konfucij pravi, da nekdo, ki ni ren, nima nobene zveze z ravnanjem po načelih li.
V Konfucijevi misli ni jasno izrečeno, do kolikšne mere je mogoče li prilagoditi glede na situacijo, na nekaj mestih zagovarja upoštevanje smernic iz preteklosti, drugje pa upoštevanje trenutno ustaljenih norm. Mnenja akademikov o tem, ali je ren bolj pomemben od lija se razlikujejo, posebej ker ren ni nikjer v Razpravah natančno definiran. Po Tu Weimingu je ren tisto, kar pride liju na pomoč, ko li postane škodljiv za ljudi. Za podkrepitev se opira na kritiko modernega kitajskega pisca in kritika Lu Xuna (1881-1936). Ta je li, ki je pripravil številne vdove v obdobju dinastij Ming in Qing do samomora za ohranitev zvestobe možu,  označil za takega, ki jé človeka (pinyin: chīrén, pismenke: 吃人). Tu ren opiše kot notranjo moralnost, ki ni posledica zunanjega delovanja lija, temveč višji koncept, ki liju da smisel. Henry G. Skaja pa zagovarja centralnost smernic li, zanj so te vir moralnih načel. Pravi, da moralna načela pridobimo iz opisa dejanj, ki so lahko dejanska, ali pa iz legend. Pri tem pridemo do težave, da ta pogled reducira konfucijansko samo-kultivacijo na proces socializacije, kar lahko posameznikovo svobodo zaduši pod družbenimi normami.